# Prituľany
Prituľany es un municipio del distrito de Humenné en la región de Prešov, Eslovaquia, con una población estimada a final del año 2024 de 37 habitantes.
Se encuentra ubicado al sureste de la región, cerca de los ríos Cirocha y Laborec (cuenca hidrográfica del río Tisza) y de la frontera con la región de Košice.

## Demografía
| Año        | 1994 | 2004     | 2014     | 2024     |
| ---------- | ---- | -------- | -------- | -------- |
| Población  | 86   | 66       | 54       | 37       |
| Diferencia |      | −23,25 % | −18,18 % | −31,48 % |

| Año        | 2023 | 2024    |
| ---------- | ---- | ------- |
| Población  | 35   | 37      |
| Diferencia |      | +5,71 % |